# Leonardo Fea

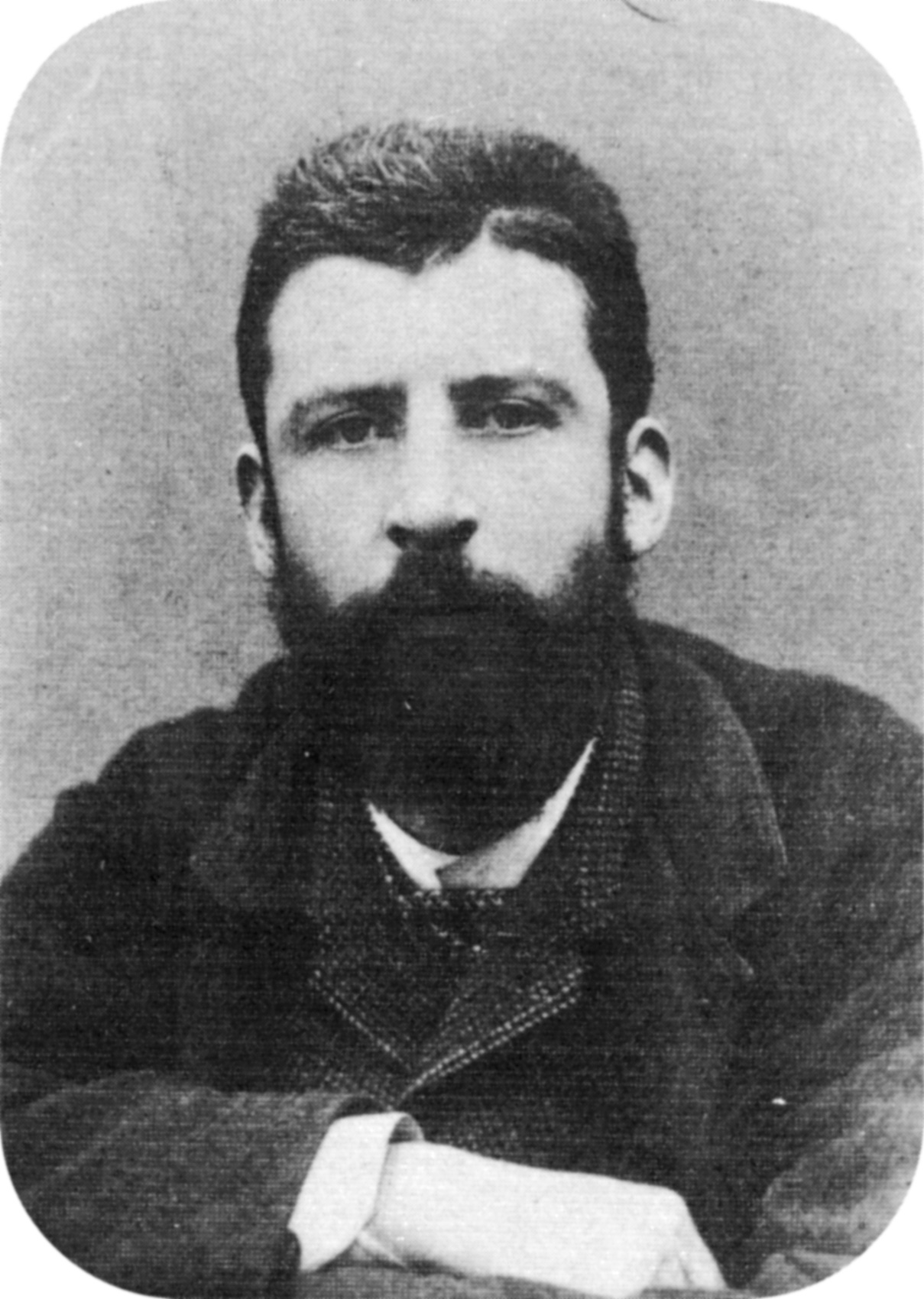
Leonardo Fea

Leonardo Fea (* 24. Juli 1852 in Turin; † 27. April 1903 ebenda) war ein italienischer Entdeckungsreisender, Zoologe, Zeichner und Tiersammler.

## Leben und Wirken
Fea war der Sohn von Paul Fea, einem Professor für Malerei an der Accademia Albertina und seiner Frau Anna Roda. Beeinflusst durch seinen Vater lernte Fea früh das Zeichnen, insbesondere auf Holz. 1871 wurde er Assistent in der entomologischen Abteilung des Museo di storia naturale Giacomo Doria in Genua. Von 1885 bis 1889 trug er in Birma entomologische und ornithologische Sammlungen zusammen. Darüber verfasste er 1896 das Buch „Quattro Anni fra I Birmani e le Tribu Limitrofe“, das als sein Hauptwerk gilt. Als Nächstes plante Fea eine Expedition nach Malaysia, die er jedoch aufgrund seines angegriffenen Gesundheitszustandes nicht verwirklichen konnte. Wegen des trockenen Klimas wählte er daher 1898 die Inselgruppe Makaronesien. Fea war von der Anzahl der Arten auf dem Archipel enttäuscht, obwohl es ihm gelang 47 Vogelarten zu sammeln, von denen elf erstmals auf Makaronesien nachgewiesen wurden. Darunter war der Kapverden-Sturmvogel (Pterodroma fea), der 1899 von Feas Freund Tommaso Salvadori beschrieben wurde. Während seines Aufenthaltes auf den Kapverdischen Inseln war Fea einer der letzten Forscher, der ein lebendes Exemplar des heute ausgestorbenen Kapverdischen Riesenskinks (Chioninia coctei) nachweisen konnte. Seine letzten Exkursionen machte Fea in den Golf von Guinea und nach Portugiesisch-Westafrika (dem heutigen Angola) (1899–1901). Feas Kollektionen befinden sich im Museo di storia naturale Giacomo Doria in Genua.

## Dedikationsnamen
Nach Fea sind verschiedene Taxa benannt, unter anderen die Fea-Viper (Azemiops fea) (1888 durch George Albert Boulenger), der Kapverden-Sturmvogel (Pterodroma fea) (1899 durch Tommaso Salvadori), die Feadrossel (Turdus feae) (1887 durch Salvadori), den São-Tomé-Brillenvogel (Zosterops feae) (1901 durch Salvadori), die Fea-Baumratte (Chiromyscus chiropus) (1891 durch Oldfield Thomas), Murina feae (1891 durch Thomas) der Tenasserim-Muntjak (Muntiacus feae) (1889 durch Thomas und Giacomo Doria), die São-Tomé-Blindschlange (Rhinotyphlops feae) (1906 durch Boulenger), Feas Schmalkurzflügler (Stenus feae) (1895 durch Albert Fauvel) und Rhacophorus feae (1893 durch Boulenger).